# John Millington Synge
John Millington Synge, född 16 april 1871 i Rathfarnham utanför Dublin, död 24 mars 1909 i Dublin, var en irländsk dramatiker.

## Verksamhet
Synge ingick tillsammans med William Butler Yeats och Lady Gregory i ledningen för Abbey Theatre i Dublin. Miljö och motiv till sina skådespel hämtade han från Aranöarna utanför Irlands västkust. Hans språk är poetiskt rikt och originellt, människoskildringen fantasifull, konflikterna ofta tragikomiska.
Synge har bland annat skrivit pjäserna Ritten till havet och Hjälten på den gröna ön samt den irländska klassikern The Aran Islands 1907, vilken utkom på svenska med titeln Aranöarna 1996.
André Breton tog med ett utdrag ur Hjälten på den gröna ön i sin antologi om svart humor, Anthologie de l'humour noir (1940).